# Burgerlijke rechten
Burgerlijke rechten of burgerrechten, zijn grondrechten voor burgers van een staat die van wezenlijk belang zijn voor hun positie ten opzichte van de staat, voor hun functioneren in de maatschappij en voor het functioneren van de maatschappij. Burgerlijke rechten geven burgers de vrijheid om zonder bemoeienis van de overheid te leven en om deel te nemen aan de samenleving en de politiek, ze omvatten waarborgen voor de fysieke en mentale integriteit, het leven en de veiligheid van mensen; bescherming tegen discriminatie op grond van geslacht, ras, seksuele geaardheid, nationale afkomst, huidskleur, leeftijd, politieke overtuiging, etniciteit, sociale klasse, religie en handicap; en individuele rechten zoals privacy en de vrijheid van gedachte, meningsuiting, religie, pers, vergadering en beweging.
De term 'burgerlijk' wordt hier gebruikt ter onderscheiding van de zogenaamde politieke rechten, samen worden deze rechten tot de zogenaamde klassieke grondrechten gerekend. Een andere categorie grondrechten zijn de sociale grondrechten: de economische, sociale en culturele rechten van burgers. Ze zijn in België en Nederland vastgelegd in de Grondwet en maken deel uit van internationale verdragen als het Internationaal verdrag inzake burgerrechten en politieke rechten van de Verenigde Naties, het Europees Verdrag voor de Rechten van de Mens van de Raad van Europa en het Verdrag betreffende de Europese Unie (EU-Verdrag). Voor de Europese Unie (EU) bestaat als belangrijke bron van grondrechten het EU-Handvest van de Grondrechten. Dit handvest geldt als het recht van de EU van toepassing is en bevat zowel klassieke als sociale grondrechten.
Het begrip burgerlijke rechten lijkt sterk op, maar is niet te verwarren met de term burgerlijk recht, ofwel civiel recht, dat duidt op een onderdeel van het algemeen geldend recht dat de rechten tussen burgers onderling regelt.

## België
Het begrip "burgerlijke rechten" wordt in de Belgische Grondwet gebruikt in art. 144, waarin bepaald wordt dat de hoven en rechtbanken exclusief bevoegd zijn voor geschillen omtrent deze rechten. In de Belgische rechtspraak en rechtsleer wordt het begrip negatief gedefinieerd als "alle subjectieve rechten die niet van politieke aard zijn", omdat art. 145 GW zegt dat de hoven en rechtbanken eveneens bevoegd zijn voor geschillen over politieke rechten, tenzij er een uitzondering is voorzien in de wet.
Dit begrip wordt ruim geïnterpreteerd in de rechtspraak en omvat onder andere alle subjectieve rechten in verband met de staat en de bekwaamheid van de persoon, de fundamentele rechten en vrijheden, zijn vrijheid en vermogen, elke strafvordering (waar dit volgens het EVRM geen burgerlijk recht is). De hoedanigheid van de partijen (overheid, rechtspersoon, natuurlijk persoon) is niet van belang voor de kwalificatie als burgerlijk recht.

## Nederland

### Grondwet
In Nederland zijn de burgerlijke rechten beschermd met de Grondwet en internationale verdragen. Mensenrechtenverdragen bevatten een aantal fundamentele rechten en vrijheden die niet in de Nederlandse Grondwet staan, zoals het recht op leven, het recht op gezinsleven en het recht op een eerlijk proces. Op sommige van deze internationaal vastgelegde rechten kunnen burgers in Nederland direct beroep doen bij de rechter.
Voorbeelden van grondrechten in de Nederlandse Grondwet zijn:
- vrijheid van meningsuiting;
- recht op privacy;
- kiesrecht;
- recht op gelijke behandeling.

Nederland kent geen Grondwettelijk Hof en de rechter toetst in beginsel niet constitutioneel, over het laatste onderwerp wordt een maatschappelijke discussie gevoerd. De Nederlandse rechter toetst wel aan internationale verdragen en wetgeving wordt vooraf door regering, parlement en Raad van State getoetst op overeenstemming met de Grondwet.

### Burgerlijk Wetboek
Het Nederlands Burgerlijk Wetboek opent in Boek 1, het Personen- en familierecht met het artikel "Vrijheid en burgerlijke rechten":
1. Allen die zich in Nederland bevinden, zijn vrij en bevoegd tot het genot van de burgerlijke rechten.
2. Persoonlijke dienstbaarheden, van welke aard of onder welke benaming ook, worden niet geduld.

## Europees Hof voor de Rechten van de Mens
Het Europees Hof voor de Rechten van de Mens (EHRM) ziet toe op naleving van het EVRM. De werkingssfeer van artikel 6 van het EVRM, dat het recht op een behoorlijk proces waarborgt, is volgens dit verdrag beperkt tot het vaststellen van burgerlijke rechten en plichten en het bepalen van de gegrondheid van een strafvordering.
“Burgerlijke rechten en verplichtingen” is in deze context een autonoom begrip, dat niet refereert aan nationale wetgeving.  Dit begrip wordt door het Hof zeer ruim geïnterpreteerd.  Wel moet voldaan zijn aan volgende criteria:
- Het moet gaan om een goed gemotiveerde en juridisch onderbouwde betwisting. Dit is niet noodzakelijk een formeel geschil voor de rechter, een administratieve procedure volstaat, de betwisting moet echter verder gaan dan een ja-neen-discussie,
- Het moet gaan om een betwisting omtrent een recht: een louter belang volstaat niet, het moet gebaseerd zijn op een objectieve rechtsregel.
- Het moet een betwisting zijn van een recht dat van burgerlijke aard is in de zin van het Verdrag.  Zelfs twee openbare overheden kunnen een geschil hebben over een burgerlijk recht (vb: eigendomsbetwisting tussen gemeente en provincie). De aard van de partijen speelt in deze dus geen rol,
- Ten slotte moet de afloop van het proces determinerend zijn voor dat recht.

Volgens het Hof vallen onder andere de volgende onderwerpen onder de bescherming van dit artikel: alle betwistingen in verband met eigendom, intrekking van een vergunning waardoor men bepaalde activiteiten niet meer kan uitoefenen, .... Fiscale geschillen zijn geen geschillen over burgerlijke rechten, behalve de terugvordering van een onverschuldigde betaling, sociale zekerheidsgeschillen wel, wat bijvoorbeeld in België geen burgerlijk recht is maar een politiek recht. Een prejudiciële procedure voor een Grondwettelijk Hof in België behoort tot het vaststellen van burgerlijke rechten wanneer de bodemrechter gebonden is door het antwoord en de betrokken regel determinerend is voor dat recht.